# Sinotherium lagrelii
Sinotherium lagrelii (лат., Sinotherium буквально — китайский зверь) — вид вымерших млекопитающих из семейства носороговых, единственный валидный в роде Sinotherium. Ископаемые остатки известны из отложений конца миоцена и плиоцена (8,7—2,58 млн лет назад).
Видимо, он был предком эласмотериев. Sinotherium lagrelii произошёл от рода Iranotherium, который известен из плиоцена Ирана. Sinotherium lagrelii был одним из крупнейших представителей семейства носороговых и, по оценкам, весил до 7 тонн.
Окаменелости Sinotherium найдены в миоценовых отложениях Шаньси (Китай), Казахстана, Таджикистана и плиоценовых отложениях Западной Сибири (Россия).